# Maxime Dupé
Maxime Dupé (* 4. März 1993 in Malestroit) ist ein französischer Fußballtorwart, der aktuell beim OGC Nizza in der Ligue 1 spielt.

## Karriere

### Verein
Dupé begann seine fußballerische Ausbildung im September 1999 bei JA Pleucadeuc, südlich seines Geburtsortes in Westfrankreich. Nach fünf Jahren wechselte er zum OC Vannes und nach weiteren vier Jahren in die Jugendakademie des FC Nantes. In der Spielzeit 2010/11 stand er dort die ersten Male im Kader der Ligue 2. Auch 2011/12 stand er nur im Kader, kam jedoch noch nicht zu seinem Profidebüt. In der anschließenden Saison war er Stammtorwart der zweiten Mannschaft in der National 3, mit der er in die National 2 aufstieg. Auch dort kam er zu vielen Einsätzen für das Zweitteam und debütierte anschließend am 15. Februar 2014 (25. Spieltag) bei einem 0:0-Unentschieden gegen den OGC Nizza in der Ligue 1 für die Profimannschaft. Bis zum Saisonende spielte er insgesamt vier Spiele in der Meisterschaft und blieb dabei in drei Partien ohne Gegentreffer. In der Saison 2014/15 war er zunächst Stammtorhüter und spielte in den ersten sechs Spielen, saß anschließend jedoch ausschließlich auf der Bank. Auch in der folgenden Spielzeit 2015/16 kam er nicht wirklich zum Zug und absolvierte sieben Ligapartien. Anschließend schaffte er 2016/17 den Durchbruch und wurde mit dem Beginn der Rückrunde zum Stammspieler zwischen den Pfosten. Dadurch kam er 16 Mal zum Einsatz und Nantes stieg in der Rückrunde von Platz 16 auf den siebten Platz der Liga. Dennoch war er in der Saison 2017/18 kein Stammtorwart mehr und bestritt bis auf den ersten Spieltag keine einzige Ligapartie. In der Ligue 1 2018/19 spielte Dupé sporadisch und kam am Ende der Saison auf elf Einsätze. Zudem erreichte er mit dem Verein das Pokalhalbfinale. Für die gesamte Saison 2019/20 wechselte der Franzose leihweise zum Zweitligisten Clermont Foot. Dort spielte er jedes einzelne Ligaspiel und scheiterte in der coronabedingt verkürzten Spielzeit nur knapp der Aufstieg.
Im Sommer 2020 wechselte er direkt nach seiner Rückkehr zu Nantes fest in die Ligue 2 zum FC Toulouse. Auch hier war er gesetzt und spielte 37 Ligaspiele, wobei er 16 Spiele „zu Null“ beendete. Durch den dritten Platz erreichte er mit dem Team die Aufstiegsplayoffs, scheiterte hier jedoch knapp, trotz zweier Spiele ohne Gegentor. In der Folgesaison 2021/22 lief er bereits einige Mal als Kapitän auf und absolvierte jedes einzelne Ligaspiele. Am Ende stieg er mit dem Team als Meister in die Ligue 1 auf. Daraufhin stand er in der Ligue 1 2022/23 erneut in jedem Ligaspiel auf dem Platz. In der Couep de France spielte Ersatztorwart Kjetil Haug mit dem der Verein Pokalsieger wurde.
Nach drei Jahren in Toulouse wechselte er nach Belgien zum Rekordmeister der Division 1A, RSC Anderlecht. Dort spielte er sieben Ligaspiele, ehe er durch Neuzugang Kasper Schmeichel ersetzt wurde und bis Mitte Januar nur noch auf der Bank saß.
Daraufhin wechselte er nach nur einer halben Spielzeit zurück in die Ligue 1 zum OGC Nizza.

### Nationalmannschaft
Dupé spielte wenige Spiele für Juniorennationalmannschaften der FFF. Mit dem U16-Team gewann er 2009 ohne eigenen Einsatz den Aegaen Cup. Zudem gewann er im Jahr 2010 später mit der U18-Nationalmannschaft das Turnier von Limoges. Zuletzt wurde er drei Jahre später U20-Weltmeister.

## Erfolge
FC Toulouse
- Französischer Zweitligameister: 2022  ▲
- Französischer Pokalsieger: 2023 (ohne Einsatz)

Nationalmannschaft
- U16-Aegaen Cup: 2009 (ohne Einsatz)
- U18-Turnier von Limoges: 2010
- U20-Weltmeister: 2013 (ohne Einsatz)